# Ediciones Cielonaranja
Ediciones Cielonaranja es una editorial dominicana independiente, que ha publicado algunos clásicos de la literatura y el pensamiento de la República Dominicana desde 1985. A través de sus ediciones limitadas, asumidas dentro sus intervenciones en el espacio público, realizando ferias del libro en parques y calles, plantea al libro como una fiesta. Antes de que estableciese el concepto "libros en demanda",  Ediciones Cielonaranja ya realizaba pequeñas ediciones dependiendo de la cantidad de público asistente a sus actividades.

## Historia
En 1985 un conjunto de jóvenes escritores dominicanos comenzó a publicar libros en mimeógrafos, luego en fotocopias, bajo el nombre de “Ediciones del Almario Urbano”, que en el mismo año se transformó en “Ediciones de la Crisis”. El proyecto fue dirigido por el entonces estudiante de Sociología Miguel D. Mena, quien plantea realizar pequeñas ediciones y a un costo razonable. Los libros se ponían en circulación en librerías, parques, calles, cementerios, asumiendo que el texto debía circular dentro del espacio público. Esta iniciativa editorial luego cambió de nombre en 1998, denominándose desde entonces Ediciones Cielonaranja.
En el 2015 celebró sus 30 años de aparición con una exposición de sus más de cien publicaciones, en el Centro Cultural de España de Santo Domingo. En el 2021 realizó otra exposición en el Centro Cultural de España en Santo Domingo, "Pedro Henríquez Ureña: Ciudades e ideas", donde destacó el pensamiento urbano del humanista dominicano. Sus aportes han sido reconocidos en los ambientes académicos, por haber recuperado importantes obras de la literatura dominicana. En el 2018 participó en la Feria del Libro de Madrid, invitada por la Agencia Española de Cooperación Internacional para el Desarrollo.

## Catálogo
El catálogo de Ediciones Cielonaranja está formado por las siguientes colecciones: “Biblioteca de la Literatura Dominicana”, "Biblioteca Cubana", “Biblioteca urbana”, “Archivos” y “Biblioteca Pedro Henríquez Ureña”. Ediciones Cielonaranja ha participado en las ferias del libro de Frankfurt, Leipzig, y Calcuta Santiago de Chile y Madrid.
Ediciones Cielonaranja es una editorial y un centro de investigaciones literarias. Ha recuperado a una serie de escritores hasta ahora olvidados de la literatura dominicana, como Amelia Francasci (1850-1941), Manuel F. Cestero (1879-1926), Gustavo E. Bergés Bordas (1895-1925), Carmen Natalia (1917-1973), Melba Marrero de Munné (1911-1962) e Hilma Contreras (1913-2006).

## Publicaciones

### Biblioteca de las Letras Dominicanas
- Alfonseca, Miguel: “Obra esencial”. ISBN 978-9945003710
- Andújar, Rey: “Los gestos inútiles (novela)”. ISBN 978-9945086782
- Avilés Blonda, Máximo: “Cantos a Helena. Centro del mundo”. ISBN 978-9945081794
- Frank Báez: “Jarrón y otros poemas”. ISBN 978-1484048870
- Bergés Bordas, Gustavo E.: "Escritos sobre Lilís y Nueva York". ISBN 978-9945088069.
- Carmen Natalia: “La victoria (Novela)”. ISBN 978-9945086164
- Carmen Natalia: “Veinte actitudes y una epístola”. ISBN 978-9945086171
- Cartagena Portalatín, Aída: “Tablero. Doce cuentos de lo popular a lo culto”. ISBN 978-1494879488
- Cartagena Portalatín, Aída “Escalera para Electra (Novela)”. ISBN 978-1493678556
- Cartagena Portalatín, Aída “Culturas africanas. Rebeldes con causa”. ISBN 978-1494752903
- Cartagena Portalatín, Aída: "Ensayos de Isla Abierta". ISBN 978-9945087437
- Cartagena Portalatín, Aída: "Poesía completa". ISBN 978-9945805741
- Cestero, Manuel F.: “Narraciones”. ISBN 978-9945083330
- Cestero, Manuel F.: “Los Estados Unidos por dentro”. ISBN 978-9945083316
- Cestero, Tulio M.: “Narrativa completa”. ISBN 978-9945080889
- Contreras, Hilma: "Cuentos completos".  ISBN 979-8535788654
- De Moya, Pastor: "Juguete de hielo. Obra poética". ISBN 978-9945008890.
- Del Risco, Minerva: "Elenvés de mil voces". ISBN 978-9945-09-143-4
- Del Risco Bermúdez, René: “Poesía completa”. ISBN 978-9945003550
- Del Risco Bermúdez, René: “El cumpleaños de Porfirio Chávez (novela)”. ISBN 978-9945003642
- Del Risco Bermúdez, René: “Cuentos completos”. ISBN 978-9945003543
- Días, Luis: “El merengue de Chicha: “Cuentos-problema”. ISBN 978-1481173322
- Dicent, Juan: “Poeta en Animal Planet Revisited”. ISBN 978-9945082531
- Dicent, Juan: "Autumnnessfalltime". ISBN 978-9945090635
- Espaillat, Thaís: "Pudo haberse evitado. Poesía". ISBN 978-9945802795. 2018.
- Espinal, Manuel Zacarías: “Obra completa”. ISBN 978-1490594002
- Fernández Spencer, Antonio: “Ensayos sobre historia y letras dominicanas”. ISBN 978-9945081855
- Fernández Spencer, Antonio: "A orillas del filosofar". ISBN 978-9945005523.
- Fernández Spencer, Antonio: "El gallo y la veleta. Ensayos últimos". ISBN 978-9945088052
- Francasci, Amelia: “Obras: Francisca Martinoff. Recuerdos e impresiones. Historia de una novela”. ISBN 978-9945082272
- González Herrera, Julio: “Cosas de locos”. ISBN 978-9945-09-105-2
- Hernández, Rita Indiana: "Cuentos y poemas (1998-2003)". ISBN 978-9945088182
- Rita Indiana: "Los trajes". ISBN 979-8700625890
- Hernández Franco, Tomás: “Cuentos completos”. ISBN 978-1482371741
- Hernández Franco, Tomás: “El hombre que había perdido su eje”. ISBN 978-1481920919
- Herrera, Jochy: “De fugas y visiones”. ISBN 978-9945-09-117-5
- Norberto James Rawlings: “Poesía completa”. ISBN-13:979-8670232326
- Lamarche, Angel Rafael: “Los cuentos que Nueva York no sabe”. ISBN 978-1479380619
- Lamarche, Rubén: "Animales antiguos" [Cuentos]. ISBN 978-9945088076.
- Lockward Artiles, Antonio: “Narrativa completa”. ISBN 978-1494447830
- Marcano, Nuna: "De greñas y amores" (Relatos). ISBN 978-9945088199.
- Marrero Aristy, Ramón: “Perfiles agrestes”. ISBN 978-1503252950
- Marrero de Munné, Melba: "Caña Dulce". ISBN-13: 979-8591649692
- Marrero de Munné, Melba: "El voto". ISBN-13 : 979-8596857160
- Mateo, Francis: “El Alto”. ISBN 978-9945-09-160-1
- Miguel D. Mena: “Cuentos dominicanos: “siglos XX y XXI. [Antología]”. ISBN 978-1481996891
- Miguel D. Mena: “Santo Domingo, su poesía.: “Poesía urbana dominicana”. ISBN 978-1482319675
- Miguel D. Mena: “Juan Sánchez Lamouth en el cabaret de los crueles". ISBN-13: 979-8585309144
- Mieses Burgos, Franklin: “Poesía”. ISBN 978-9945085419
- Pedro Mir: “Letras dispersas”. ISBN 978-1482602715
- Pedro Mir: "Poesías completas". ISBN 978-9945088205
- Pérez Alfonseca, Ricardo: “Narrativa completa”. ISBN 978-1482312492
- Pérez, José Joaquín: “Poesía completa”. ISBN 978-9945082210
- Pumarol, Homero: “Second round”. ISBN 978-9945081800
- Nelson Ricart-Guerrero: Ricart-Guerrero, Nelson: "Soy el Leife, el Pájaro Malo". Edición bilingüe (francés y español). ISBN 978-9945089592
- Ricart-Guerrero, Nelson: "Ese rumor de mar". ISBN 978-9945-09-163-2
- Rivera-Garrido, Martha: "He olvidado tu nombre". ISBN 978-9945090536
- René Rodríguez Soriano: "Muestra gratis". ISBN 978-9945-09-161-8
- Romero, Argénida: “Arraiga”. ISBN 978-9945082463
- Sánchez Lamouth, Juan: “El pueblo y la sangre”. ISBN 978-9945006964
- Sánchez Lamouth, Juan: “Invitación a la tristeza. Cambio de temperatura”. ISBN 978-1490916644
- Sánchez Lamouth, Juan: “Sinfonía vegetal a Juan Pablo Duarte (y otros poemas)”. ISBN 978-1478251491
- Sánchez Lamouth, Juan: “Otoño y poesía: “Los perros y otros poemas”. ISBN 978-1481138048
- Sánchez Lamouth, Juan: “Elegía a las hojas caídas y otros poemas”. ISBN 978-9945085556
- Starocean, Karol: "Dramamine. Cuentos y poemas". ISBN 978-9945089622
- Jacques Viau Renaud: “Poesía completa”. ISBN 978-1481255523
- Vicioso, Sherezada (Chiqui): “Miradas caribeñas de ida y de vuelta”. ISBN 978-1494753542
- Weber, Delia: “Dora y otros cuentos”. ISBN 978-1494806187
- Weber, Delia: "Tres poemarios". ISBN 978-1656163042

### Biblioteca dePedro Henríquez Ureña
- Barcia, Pedro Luis: “Pedro Henríquez Ureña y la Argentina”. ISBN 978-9945082708
- Barrie, J.M: "Peter Pan: (El niño que nunca quiso crecer)". ISBN 978-9945083255
- Carilla, Emilio: “Pedro Henríquez Ureña: otros signos”. ISBN 978-1482623635
- Febres, Laura: “Pedro Henríquez Ureña. Crítico de América”. ISBN 978-9945003581
- Febres, Laura: “Transformación y firmeza. Estudio de Pedro Henríquez Ureña”. ISBN 978-9945081510
- Guerrero Guerrero, Eva: “Pedro Henríquez Ureña: Abordajes críticos”. ISBN 978-9945081299
- Gutiérrez Girardot, Rafael: “Pedro Henríquez Ureña”. ISBN 978-9945003635
- Henríquez Ureña, Max: “Mi padre: Perfil biográfico de Francisco Henríquez y Carvajal”. ISBN 978-9945080032
- Henríquez Ureña, Pedro: “En la orilla: gustos y colores”. ISBN 978-9945005578
- Henríquez Ureña, Pedro: “En la orilla. Mi España”. ISBN 978-1479297245
- Henríquez Ureña, Pedro: “Obras completas 1”. ISBN 978-9945081893
- Henríquez Ureña, Pedro: “Obras completas 2”. ISBN 978-9945081909
- Henríquez Ureña, Pedro: “Obras completas 3”. ISBN 978-9945081916
- Henríquez Ureña, Pedro: “Obras completas 4”. ISBN 978-9945081923
- Henríquez Ureña, Pedro: “Obras completas 5”. ISBN 978-9945081930
- Henríquez Ureña, Pedro: “Obras completas 6”. ISBN 978-9945081947
- Henríquez Ureña, Pedro: “Obras completas 7”. ISBN 978-9945081954
- Henríquez Ureña, Pedro: “Obras completas 8”. ISBN 978-9945009187
- Henríquez Ureña, Pedro: “Obras completas 9”. ISBN 978-9945009194
- Henríquez Ureña, Pedro: “Obras completas 10”. ISBN 978-9945009873
- Henríquez Ureña, Pedro: “Obras completas 11”. ISBN 978-9945009910
- Henríquez Ureña, Pedro: “Obras completas 12”. ISBN 978-9945080094
- Henríquez Ureña, Pedro: “Obras completas 13”. ISBN 978-9945080179
- Henríquez Ureña, Pedro: “Obras completas 14”. ISBN 978-9945000894
- Hostos, Eugenio María de: "Moral social". Edición de PHU. ISBN 978-9945087734.
- Martí, José: “Nuestra América. Edición de PHU”. ISBN 978-9945086324
- Mena, Miguel D., comp.	Debates Sociológicos de la Revista Sur (1940-1945)”. ISBN 978-1477659861
- Mena, Miguel, editor: "Epistolario de Pedro Henríquez Uña y Amado Alonso". ISBN 978-9945088021
- Neubauer, Guadalupe: "Redes intelectuales latinoamericanas: Alfonso Reyes y Pedro Henríquez Ureña en Argentina". ISBN 978-9945804034. 2019.
- Walter Pater: “Estudios griegos”. ISBN 978-1481225274
- Roggiano, Alfredo A.: “Pedro Henríquez Ureña en los Estados Unidos”. ISBN 978-9945003529
- Wilde, Oscar: “Huerto de granadas. Salomé. Traducción y ensayo de Pedro Henríquez Ureña”. ISBN 978-9945082456

### Biblioteca Urbana
- Alemar, Luis E.: “Santo Domingo, apuntaciones históricas”. ISBN 978-9945080858
- Armenteros S., Ernesto: "Entre las nieblas del recuerdo". ISBN-13 : 979-8578483349
- Íñiguez, Diego: “El gótico y el Renacimiento en las Antillas: Arquitectura, escultura, pintura, azulejos, orfebrería”. ISBN 978-1491281123
- Brea García, Emilio J.: “Santo Domingo. La ciudad episódica”. ISBN 978-9945080865
- González López, Felipe: "Leyendas y tradiciones portoplateñas". ISBN-13 : 979-8595434133
- Erwin_Walter_Palm: “Santo Domingo: Arte y urbanismo colonial, vol. I”. ISBN 978-9945008418
- Erwin_Walter_Palm: “Santo Domingo: Arte y urbanismo colonial, vol. II”. ISBN 978-1491020951
- Erwin_Walter_Palm: “El Nuevo Mundo, arte y arquitectura colonial, Vol. I”. ISBN 978-1491025871
- Kelsey, Alberto: “Impresiones y observaciones de un arquitecto después de haber visitado la República Dominicana" ISBN 78-9945-09-091-8
- Mena, Miguel D.: “Poética de Santo Domingo I”. ISBN 978-9945000238
- Mena, Miguel D.: “Poética de Santo Domingo II”. ISBN 978-9945008197
- Mena, Miguel D.: “Poética de Santo Domingo III”. ISBN 978-9945008340
- Mena, Miguel D., comp.: “Poética de la Calle El Conde”. ISBN 978-9945080933
- Mena, Miguel D., comp.: “Poética de la Calle El Conde (segundo piso)”. ISBN 978-9945080940
- Mena, Miguel D., comp.: “Ruinas de Santo Domingo”. ISBN 978-1544911274
- Miguel D., comp.: “La ciudad colonial del Nuevo Mundo. Formas y sentidos I”. ISBN 978-1494993948
- Mena, Miguel D., comp.: “La Ciudad Colonial del Nuevo Mundo: formas y sentidos II”. ISBN 978-1495486395
- Pieter, Leoncio: “Ciudad Trujillo”. ISBN 978-9945-09-137-3
- Soriano, M. Germán: "Santiago tradicional y pintoresco". ISBN-13 : 979-8597831817

### Colección "Archivos"
- Cartagena Portalatín, Aída: "Archivos". ISBN 978-9945004724
- Cestero, Tulio M.: "Archivos". ISBN 978-9945080902
- Del Risco Bermúdez, René: "Archivos”. ISBN 978-1479260447
- Junot Díaz: "Archivos”. ISBN 978-9945081022
- Fernández Spencer, Antonio:	Archivos”. ISBN 978-9945081022
- Pedro Henríquez Ureña: "Archivos I”. ISBN 978-1480155251
- Pedro Henríquez Ureña: "Archivos II [Reseñas sobre su obra – en vida]”. ISBN 978-1482012262
- Pedro Henríquez Ureña: "Archivos III [Especial dedicado a Seis ensayos…]”. ISBN 978-1482665017
- Pedro Henríquez Ureña: "Archivos IV [Pedro Henríquez Ureña y México]”. ISBN 978-9945082784
- Pedro Henríquez Ureña: "Archivos V [Pedro Henríquez Ureña y Argentina]”. ISBN 978-9945084801
- Pedro Henríquez Ureña: "Archivos VI [Pedro Henríquez Ureña y Argentina]”. ISBN 978-9945085389
- Pedro Henríquez Ureña: "Archivos VII. ISBN 978-9945802634
- Pedro Henríquez Ureña: "Archivos VIII”.ISBN 978-9945806755
- Pedro Henríquez Ureña: "Archivos IX". ISBN-13 : 979-8620716067
- Pedro Henríquez Ureña: "Archivos X". ISBN-13 : 979-8565484120
- Pedro Henríquez Ureña: "Archivos XI". ISBN-13: 979-8340398512
- Pedro Henríquez Ureña: "Archivos XII". ISBN-13: 978-9945801859
- José Antonio Mármol Peña: "Archivos". ISBN-13: 979-8343745962
- Pedro Mir: "Archivos”. ISBN 978-1483903651
- Rita Indiana: "Archivos". Edición de 	Fernanda Bustamante Escalona. ISBN 978-9945088649